# Aeroporto Internacional de Carcóvia
O Aeroporto Internacional de Carcóvia (em ucraniano: Міжнародний аеропорт "Харків") (IATA: HRK, ICAO: UKHH) é um aeroporto internacional localizado na cidade de Carcóvia, na Ucrânia.